# 尾辻秀久
尾辻 秀久（おつじ ひでひさ、1940年〈昭和15年〉10月2日 - ）は、日本の政治家。みんなで靖国神社に参拝する国会議員の会会長。
参議院議員（6期）、参議院議長（第33代）、参議院副議長（第28代）、厚生労働大臣（第4・5代）、財務副大臣（第1次小泉内閣）、沖縄開発政務次官（村山内閣）、総務政務次官（宮澤改造内閣）、自由民主党両院議員総会長、自由民主党参議院議員会長（第26代）、参議院予算委員長、参議院国民福祉委員長、鹿児島県議会議員（2期）、財団法人日本遺族会会長、日本会議代表委員などを歴任した。
妹は鹿児島県議会議員を務めた尾辻義。

娘（三女）は参議院議員の尾辻朋実。

## 来歴

### 生い立ち
鹿児島県南さつま市旧加世田市地域出身。鹿児島市で生まれ育つ。父・尾辻秀一は駆逐艦「夕霧」の艦長（海軍少佐）で、尾辻が3歳の時にソロモン群島沖の海戦により戦死した。1958年、鹿児島市立鹿児島玉龍高等学校を卒業し、防衛大学校に進学したが、在学中に実母が急死。家計を支え、妹・義（のちに鹿児島県議会議員）を大学に進学させるため、防衛大を中退した。1964年、23歳で東京大学に入学。東大紛争の影響で授業がほとんど行われず、1966年から諸外国を放浪。5年後の1971年に帰国し、東大は中退（中退時は教養学部に所属）。

### 地方政界にて
1979年、鹿児島県議会議員選挙に出馬し、初当選した。県議を2期7年務めた後、1986年の第38回衆議院議員総選挙に旧鹿児島1区（定数4）から無所属で出馬したが、得票数6位で落選した。

### 国政にて

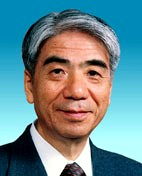
財務副大臣就任に際して公表された肖像写真

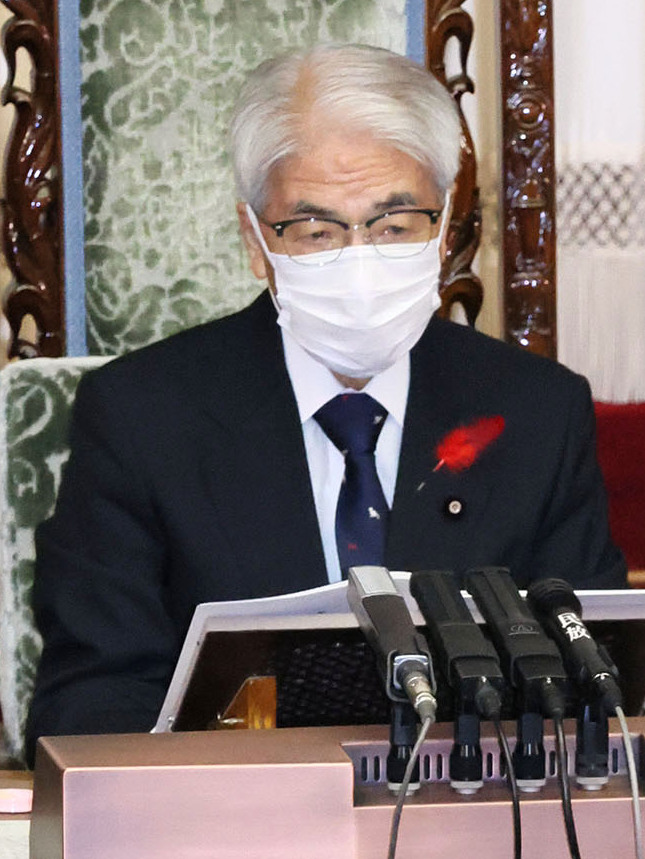
参議院議長席に座る尾辻

1989年、第15回参議院議員通常選挙に自由民主党公認で比例区から出馬し、初当選した。1992年に宮澤改造内閣で総務政務次官、1994年に村山内閣で沖縄開発政務次官に任命された。
2001年、第1次小泉内閣で財務副大臣（税制担当）に任命される。翌2004年、第2次小泉改造内閣で厚生労働大臣に任命され、初入閣した。第3次小泉内閣でも留任。2005年、第3次小泉改造内閣の発足により退任し、参議院予算委員長に就任した。
2007年、第21回参議院議員通常選挙での自民党大敗を受け、引責辞任した青木幹雄の後任を選出する参院議員会長選挙に立候補を届け出た。当初、元文部大臣の中曽根弘文を推す声もあったが、立候補を届け出たのが尾辻のみだったため、無投票で参院議員会長に選出された。2010年、参議院副議長就任に伴い、参院議員会長を辞任した。2012年、以前から日本遺族会副会長を務めていたが、古賀誠会長の退任により後任の遺族会会長への就任が内定したため、参院副議長を辞任した。
2013年の第23回参議院議員通常選挙では、自民党の定年制により比例区からの立候補ができないため、引退する加治屋義人に代わって鹿児島県選挙区に鞍替えし、民主党の皆吉稲生らを大差で破り、5選。2014年5月、日本遺族会会長を辞任。2019年の第25回参議院議員通常選挙で6選。
2022年8月3日、第209回国会にて、第33代参議院議長に選出された。議長就任に伴い、自民党会派を離脱し、無所属となる。
2023年に風呂場で転倒し腰部を圧迫骨折したことで体調を崩し、2024年7月8日には年齢や体力を考慮して2025年の次期（第27回）参院選に立候補せず、任期限りで勇退する意向を表明。議長職は任期いっぱい務める考えを示していたが、10月29日には、痛みが強まり歩行困難になったことを受け、議長を辞任する意向を関係者に伝えたことが報じられた。11月11日の本会議で辞任が許可され、後任に自民党の関口昌一が選出された。なお尾辻は2025年8月時点で最後の戦前生まれ（太平洋戦争勃発前）の参議院議員である。
2024年11月現在、参議院の議長・副議長を共に辞職した経験のある唯一の人物である。

## 政策・主張
平成研究会に所属しており、2015年総裁選では野田聖子、2018年総裁選では石破茂を支援した反安倍派である。

野田聖子の支援に回ったときは以下のように述べた。
野田は障害を抱える息子を持ち、弱者に目を向けるようになった。私と同じだ。右翼の私は武士道が大事。武士道は弱者と共にある。

### 国防
第9条を含む日本国憲法の改正、集団的自衛権の行使を禁じた内閣法制局の憲法解釈の見直しに賛成。村山談話、河野談話の見直しに賛成。
日本の核武装について「将来にわたって検討すべきでない」としている。

### 慰霊

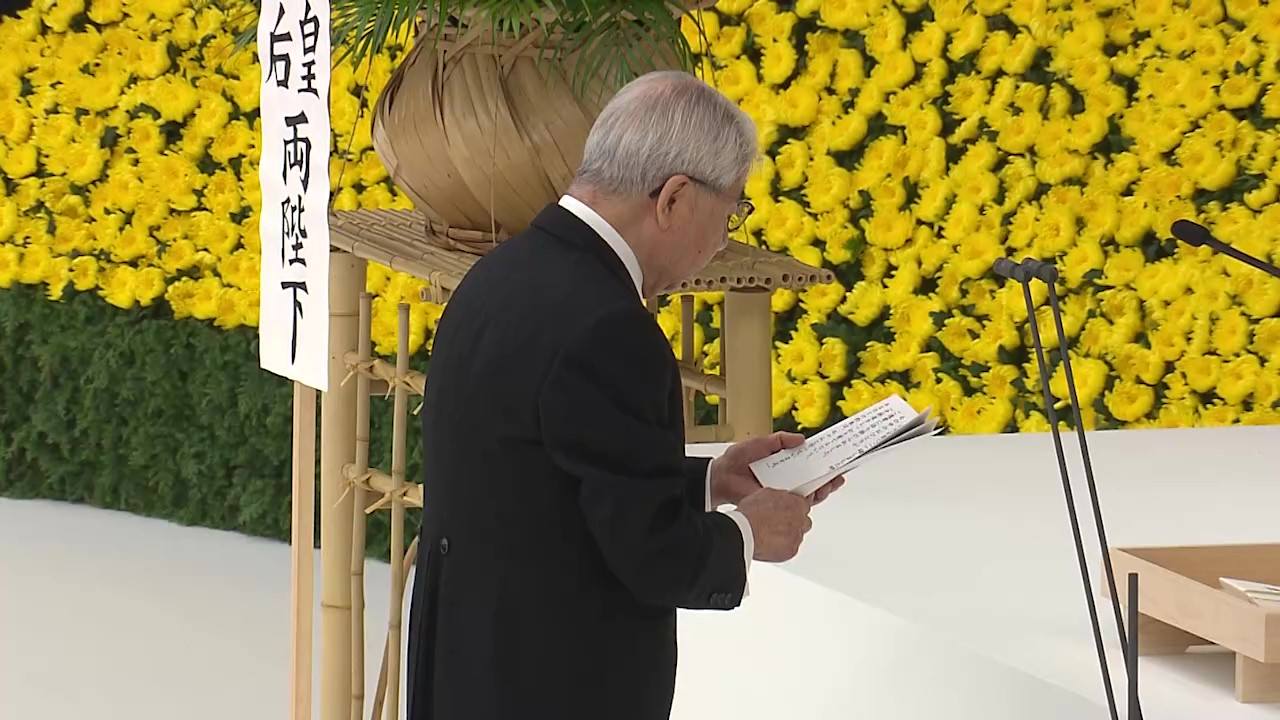
2023年8月15日、全国戦没者追悼式にて追悼の辞を述べる

2012年9月1日から2015年6月まで日本遺族会会長を務めた。
内閣総理大臣やその他の国務大臣の靖国神社への参拝について「問題ない」としている。自身も毎年、靖国神社に参拝しており、超党派の「みんなで靖国神社に参拝する国会議員の会」会長も務める。

### 外交
日本の環太平洋戦略的経済連携協定（TPP）への参加に反対。
2000年7月、1950年代に政府の募集に応じ、ドミニカ共和国へ移住した日本人移住者や日系ドミニカ人らが、国に対し約25億円の損害賠償を求めて東京地方裁判所に提訴した。これを受け、尾辻も加わった超党派の「ドミニカ共和国への日本人移住者問題解決を進める国会議員懇談会」が発足し、尾辻自身も参議院予算委員会や決算委員会、外交防衛委員会で5回にわたりこの問題を取り上げて質疑を行った。2006年6月7日、東京地裁は原告側の請求を棄却する判決を下したが、尾辻ら国会議員の仲介により小泉純一郎首相が原告団に面会し、首相談話を手渡した。

### 規制
労働市場の規制緩和による、企業側が金銭を支払えば労働者を解雇できる制度（解雇の金銭解決制度）の導入に反対。
医薬品のネット販売に関する議員連盟の会長を務め、医薬品のインターネット販売規制推進の中心的役割を果たした。
受動喫煙防止を目的に飲食店などの建物内を原則禁煙とする健康増進法改正に賛成。

### 選択的夫婦別姓
選択的夫婦別姓導入に「どちらかと言えば賛成」としている。

### 原発
日本の原子力発電所について「当面は必要だが、将来的には廃止すべき」としており、原子力発電所の海外輸出に反対。

## 人物
- ワイン好き。
- 家族は妻、3女[7]。長女、次女は双子である。
  - 三女の朋実は父・秀久の秘書を経て、自民党鹿児島県連による秀久の後継候補を選ぶ公募に応募して落選後、第27回参議院議員通常選挙鹿児島県選挙区へ無所属（立憲民主党推薦）で立候補し[34]、当選した[35]。
- 鹿児島市立鹿児島玉龍高等学校在学中は陸上部に所属し、800m走で県大会優勝[3]。防衛大学校在学中は第37回箱根駅伝（1961年）に第1区で出場。記録は1時間17分22秒で区間15位（最下位）[3][36]。
- 民主党所属の参議院議員だった山本孝史は党派を超えて親交があり、山本が2007年12月22日、参議院議員在職のまま病死した後、2008年1月28日の参議院本会議で哀悼演説を行い、「あなたは参議院の誇りであります」「社会保障の良心でした」と山本の死を悼んだ[37]。
- 2009年1月30日の参議院代表質問において、麻生太郎首相（当時）に対して構造改革の矛盾を指摘したうえで、「野に下るのは恥ずかしくない。恥ずべきは政権にあらんとして、いたずらに迎合すること。毅然と進む首相にご一緒します」と発言し野党から喝采を浴びた[38]。
- 2010年3月11日、与謝野馨が会長を務める自民党の「安心社会研究会」の初会合で、「いい加減にしろ！馬鹿者！いやいやいや、言わにゃいかん！いやいや、絶対に言わにゃいかんよ、こいつには！いい加減にしろ！こんなやつ、絶対に許さんからな！」などと、講師の吉川洋東京大学教授や止めに入った与謝野らを怒鳴りつけた[39]。
- 2013年3月11日、自由民主党TPP対策委員会の厚生労働作業部会の冒頭、隣に座っていた西川公也TPP対策委員長が立ち上がって発言しようとしたのに対し、「座りなさい。何でこんなに急に会議を開く必要があるのだ」と制止し、「命令調はないでしょう、命令調は」と食ってかかった西川を「なにが悪い！」と怒鳴りつけ、西川も「なんだよ！」と応戦した[40][41]。その後も「威張るなよ」（西川）「威張っているのはそっちが威張っているからだろ」（尾辻）、「あんたも静かにしろよ！」（西川）「さっき声を張り上げるなって言ったのはあんただろうよ！」（尾辻）などと数分にわたり怒鳴り合い、会議後、尾辻は記者に対し「大事なことを議論するんだから、日程をもう少しきっちり議論した方がいいということを言ってるんで。それだけだよ」と釈明した[41]。
- 自身を「感情的な人間」と評しており、政府を批判するような質問を通告したら幹事長室に呼び出され、自民党への離党届も何度か書いたことがあるという。その際は参院のドンであった青木幹雄が尾辻の離党届を何も言わず握りつぶし、事なきを得た。尾辻は青木について「他党も含め、そんな親分衆がいなくなったのは残念だ。今の私がその代わりをできていないことを恥じる」と述べている[42]。

### 哀悼演説
- 尾辻は山本孝史、西岡武夫（民主党）及び羽田雄一郎（立憲民主党）の3人に対して、哀悼演説を行っている[43]。
  - 特に2007年12月22日に死去した山本孝史の哀悼演説（2008年1月23日）では、がん対策基本法、自殺対策基本法といった法案に、与野党の垣根を越えて協力した間柄でもあり、

（前略）
先生、今日は外は雪です。随分やせておられましたから、寒くありませんか。先生と、自殺対策推進基本法の推進の二文字を、自殺推進と読まれると困るから消してしまおうと話し合った日のことを懐かしく思い出しております。あなたは参議院の誇りであります。社会保障の良心でした。ここに、山本孝史先生が生前に残されました数多くの御業績と気骨あふれる気高き精神をしのび、謹んで御冥福をお祈りしながら、参議院議員一同を代表して、お別れの言葉といたします。

と演壇で落涙しながら、山本の功績を称え、追悼している。
- 西日本新聞の2021年5月25日の記事において、尾辻は追悼演説について「政治的には対立する相手でも、人間としては尊重し合うという意味で、議会制民主主義の精神を体現したよい慣習だ」と述べる一方、「3度とも、読みながらありし日の故人を思い出した。つらい役回りで、私はもうやりたくない」とも述べている[43]。

## 不祥事
- 政治家の年金未納問題に際し、5ヶ月間の年金の未納が発覚した[46]。
- 2021年1月18日に召集された第204回国会において、尾辻や音喜多駿らが菅義偉首相の施政方針演説中に居眠りしている映像が、昼の情報番組などで何度も流された[47]。

## 所属団体・議員連盟
- 国際基準のタバコ対策を推進する議員連盟（旧称「東京オリンピック・パラリンピックに向けて受動喫煙防止法を実現する議員連盟」）（会長）[48][49][50]

- 日本会議（代表委員）[51]
- 日本会議国会議員懇談会（相談役）
- 神道政治連盟国会議員懇談会[52]
- 日本遺族会（元会長）
- みんなで靖国神社に参拝する国会議員の会（会長）[53]
- 発達障害の支援を考える議員連盟（会長）[54]
- 医薬品のネット販売に関する議員連盟（会長）[55]
- 医療現場の危機打開と再建をめざす国会議員連盟[56]
- イクメン議員連盟（顧問）[57]
- TPP交渉における国益を守り抜く会
- 犬猫の殺処分ゼロをめざす動物愛護議員連盟（会長）[58]
- 自殺対策を推進する議員有志の会（世話人）[3]

## 著書
- 『ボッケモン世界を行く』三州書房、1971年8月15日。NDLJP:12155220。
- 『続ボッケモン世界を行く』 尾辻秀久事務所 1972年
- 『旅また人生』 博報社 1982年

## 選挙歴
| 当落 | 選挙                       | 執行日         | 年齢 | 選挙区          | 政党       | 得票数     | 得票率 | 定数 | 得票順位 /候補者数 | 政党内比例順位 /政党当選者数 |
| ---- | -------------------------- | -------------- | ---- | --------------- | ---------- | ---------- | ------ | ---- | ------------------ | ---------------------------- |
| 当   | 1979年鹿児島県議会議員選挙 | 1979年4月13日  | 39   | ーー            | ーー       | ーー票     |        |      | /                  | /                            |
| 当   | 1983年鹿児島県議会議員選挙 | 1983年4月8日   | 43   | ーー            | ーー       | ーー票     | ーー   |      | /                  | /                            |
| 落   | 第38回衆議院議員総選挙     | 1986年07月06日 | 45   | 旧鹿児島県第1区 | 無所属     | 3万2600票  | 7.57%  | 4    | 6/9                | /                            |
| 当   | 第15回参議院議員通常選挙   | 1989年07月23日 | 48   | 参議院比例区    | 自由民主党 | ーー票     | ーー   | 50   | /                  | 10/15                        |
| 当   | 第17回参議院議員通常選挙   | 1995年07月23日 | 54   | 参議院比例区    | 自由民主党 | ーー票     | ーー   | 50   | /                  | 6/15                         |
| 当   | 第19回参議院議員通常選挙   | 2001年07月29日 | 60   | 参議院比例区    | 自由民主党 | 26万4888票 | ーー   | 48   | /                  | 7/20                         |
| 当   | 第21回参議院議員通常選挙   | 2007年07月29日 | 66   | 参議院比例区    | 自由民主党 | 23万292票  | ーー   | 48   | /                  | 7/14                         |
| 当   | 第23回参議院議員通常選挙   | 2013年07月21日 | 72   | 鹿児島県選挙区  | 自由民主党 | 40万3450票 | 59.02% | 1    | 1/5                | /                            |
| 当   | 第25回参議院議員通常選挙   | 2019年07月21日 | 78   | 鹿児島県選挙区  | 自由民主党 | 29万844票  | 47.35% | 1    | 1/3                | /                            |